# István Timár
István Timár (* 7. Januar 1940 in Budapest; † 4. Dezember 1994 ebenda) war ein ungarischer Kanute.

## Erfolge
István Timár nahm bei den Olympischen Spielen 1968 in Mexiko-Stadt in zwei Konkurrenzen teil. Mit Csaba Giczy startete er im Zweier-Kajak über 1000 Meter und die beiden zogen nach Rang zwei im Vorlauf und einem Sieg im Halbfinale in den Endlauf ein. In diesem überquerten sie nach 3:38,44 Minuten hinter den siegreichen Oleksandr Schaparenko und Wolodymyr Morosow und vor den drittplatzierten Gerhard Seibold und Günther Pfaff aus Österreich als Zweite die Ziellinie, womit sie die Silbermedaille gewannen. Darüber hinaus gehörte Timár zum Aufgebot des ungarischen Vierer-Kajaks. Mit Csaba Giczy, Imre Szöllősi und István Csizmadia gelang ihm dank zweier Siege im Vor- und im Halbfinallauf die Finalqualifikation. Im Endlauf erreichten sie nach 3:15,10 Minuten hinter den siegreichen Norwegern und der rumänischen Mannschaft als Dritte die Ziellinie und erhielten die Bronzemedaille.
Timár wurde 1963 in Jajce mit László Fábián im Zweier-Kajak über 10.000 Meter ebenso Weltmeister wie im Vierer-Kajak auf derselben Distanz. Die Wettbewerbe zählten gleichzeitig auch als Europameisterschaften. Im Vierer-Kajak sicherte sich Timár außerdem 1970 in Kopenhagen über 1000 Meter die Bronze- und 1971 in Belgrad auf der 10.000-Meter-Distanz die Silbermedaille. Bei den Europameisterschaften 1967 in Duisburg und auch 1969 in Moskau belegte er mit Csaba Giczy im Zweier-Kajak über 1000 Meter jeweils den dritten Platz. Über 10.000 Meter wurden sie 1969 Europameister.